# Jihozápadní hornolužická vrchovina
Jihozápadní hornolužická vrchovina (německy Südwestliches Oberlausitzer Bergland) je jednou ze čtyř částí (mesogeochor) německého dílu Šluknovské pahorkatiny (Lausitzer Bergland, respektive Oberlausitzer Bergland). Jejím nejvyšším vrcholem je bezejmenný vrch o nadmořské výšce 508 m.

## Přírodní poměry
Jihozápadní hornolužická vrchovina je nejmenší částí německého dílu Šluknovské pahorkatiny. Celá se rozkládá na území města Sebnitz (místní části Sebnitz, Hertigswalde, Saupsdorf a Hinterhermsdorf). Jižní hranice přibližně kopíruje lužický zlom a údolí Räumichtbachu a Saupsdorfského potoka, severní hranice je umělá a tvoří ji česko-německá státní hranice. Z jihu navazuje německá část Děčínské vrchoviny a ze západu Západolužická pahorkatina a vrchovina. Severní část území tvoří převážně svahy Tanečnice (599 m) a navazující vrchy, jižní části dominuje hřeben táhnoucí se od Wachbergu (497 m) po Steinberg (459 m). Nejvyšším pojmenovaným bodem je Wachberg, skutečný nejvyšší bod však leží severovýchodně od něj a dosahuje nadmořské výšky 508 m. Nejnižší bod území se nachází u Saupsdorfského potoka (244 m). V geologickém podloží převažuje střednězrnný lužický granodiorit, doplněný rumburskou a brtnickou žulou. Hojně jsou zastoupeny průniky třetihorních vulkanitů (čedič a příbuzné horniny) a žíly doleritu, na jižní hranici území je zastoupen pískovec. Nejrozšířenějším půdním typem, vázaným na podložní granitoidy, je kambizem, kterou v údolích kolem potoků střídají gleje a pseudogleje. Území je odvodňováno Křinicí a Sebnicí. Obě řeky náleží k povodí Labe a úmoří Severního moře. V území převládají jehličnaté lesy s převažující monokulturou smrku ztepilého (Picea abies), ostrůvkovitě se dochovaly původní acidofilní bučiny. Průměrné roční teploty se pohybují v rozmezí 6,5–7,2 °C, průměrné roční srážky pak mezi 750 až 900 mm. Na území zasahuje národní park Saské Švýcarsko, chráněná krajinná oblast Saské Švýcarsko a v Sebnitzském lese se nachází přírodní rezervace Heilige Hallen a Gimpelfang a také evropsky významná lokalita Sebnitzer Wald und Kaiserberg.

## Vrcholy
Výběr zahrnuje kopce pojmenované na Saské topografické mapě 1 : 10 000, jejichž vrchol leží na německém území.
- Wachberg (497 m)
- Kaiserberg (495 m)
- Weifberg (478 m)
- Buchberg (460 m)
- Steinberg (459 m)
- Tännichtkuppe (415 m)
- Sandberg (409 m)
- Wolfstein (393 m)